# Miami Heat 2018-2019
La stagione 2018-2019 dei Miami Heat è stata la 31ª stagione della franchigia nella NBA.
È stata l'ultima stagione disputata da Dwyane Wade dopo 16 stagioni nella NBA, vincendo il primo titolo della franchigia nel 2006 e nel 2012 e 2013.

## Draft
Gli Heat non hanno avuto nessuna scelta al Draft, le scelte sono state usate dai Phoenix Suns e Memphis Grizzlies.

## Roster
| \| Pos. \| Num. \| Naz. \| Nome \| Altezza \| Peso \| Data nascita \| Provenienza \| \| ---- \| ---- \| ---- \| ----------------- \| ------- \| ------ \| ------------ \| ----------- \| \| AG/C \| 13 \| \| Adebayo, Bam \| 208 cm \| 116 kg \| 18–07–1997 \| Kentucky \| \| AG \| 31 \| \| Anderson, Ryan \| 208 cm \| 109 kg \| 06–05–1988 \| UC Berkeley \| \| G \| 7 \| \| Dragić, Goran \| 190 cm \| 86 kg \| 06–05–1986 \| Slovenia \| \| AG \| 40 \| \| Haslem, Udonis \| 203 cm \| 106 kg \| 09–06–1980 \| Florida \| \| A \| 16 \| \| Johnson, James \| 203 cm \| 109 kg \| 20–02–1987 \| Wake Forest \| \| AP \| 5 \| \| Jones, Derrick \| 201 cm \| 91 kg \| 15–02–1997 \| UNLV \| \| AG \| 00 \| \| Maten, Yante \| 203 cm \| 109 kg \| 14–08–1996 \| Georgia \| \| AG/C \| 9 \| \| Olynyk, Kelly \| 213 cm \| 111 kg \| 19–04–1991 \| Gonzaga \| \| G \| 0 \| \| Richardson, Josh \| 198 cm \| 91 kg \| 15–09–1993 \| Tennessee \| \| AP \| 55 \| \| Robinson, Duncan \| 203 cm \| 95 kg \| 22–04–1994 \| Michigan \| \| G \| 3 \| \| Wade, Dwyane \| 193 cm \| 98 kg \| 17-01-1982 \| Marquette \| \| G \| 11 \| \| Waiters, Dion \| 193 cm \| 100 kg \| 10–12–1991 \| Syracuse \| \| C \| 21 \| \| Whiteside, Hassan \| 213 cm \| 120 kg \| 13–06–1989 \| Marshall \| \| AP \| 20 \| \| Winslow, Justise \| 196 cm \| 102 kg \| 26–03–1996 \| Duke \| | Allenatore - Erik Spoelstra Assistente/i - Dan Craig - Juwan Howard - Octavio De La Grana (Player Development) - Chris Quinn (Player Development) Legenda - (C) Capitano - (FA) Free agent - (S) Sospeso - Infortunato Roster • Transazioni · Ultima transazione: 10–04–2019 |                        |                   |         |        |              |             |
| Pos. | Num. | Naz.                   | Nome              | Altezza | Peso   | Data nascita | Provenienza |
| AG/C | 13 | Stati Uniti (bandiera) | Adebayo, Bam      | 208 cm  | 116 kg | 18–07–1997   | Kentucky    |
| AG | 31 | Stati Uniti (bandiera) | Anderson, Ryan    | 208 cm  | 109 kg | 06–05–1988   | UC Berkeley |
| G | 7 | Slovenia (bandiera)    | Dragić, Goran     | 190 cm  | 86 kg  | 06–05–1986   | Slovenia    |
| AG | 40 | Stati Uniti (bandiera) | Haslem, Udonis    | 203 cm  | 106 kg | 09–06–1980   | Florida     |
| A | 16 | Stati Uniti (bandiera) | Johnson, James    | 203 cm  | 109 kg | 20–02–1987   | Wake Forest |
| AP | 5 | Stati Uniti (bandiera) | Jones, Derrick    | 201 cm  | 91 kg  | 15–02–1997   | UNLV        |
| AG | 00 | Stati Uniti (bandiera) | Maten, Yante      | 203 cm  | 109 kg | 14–08–1996   | Georgia     |
| AG/C | 9 | Canada (bandiera)      | Olynyk, Kelly     | 213 cm  | 111 kg | 19–04–1991   | Gonzaga     |
| G | 0 | Stati Uniti (bandiera) | Richardson, Josh  | 198 cm  | 91 kg  | 15–09–1993   | Tennessee   |
| AP | 55 | Stati Uniti (bandiera) | Robinson, Duncan  | 203 cm  | 95 kg  | 22–04–1994   | Michigan    |
| G | 3 | Stati Uniti (bandiera) | Wade, Dwyane      | 193 cm  | 98 kg  | 17-01-1982   | Marquette   |
| G | 11 | Stati Uniti (bandiera) | Waiters, Dion     | 193 cm  | 100 kg | 10–12–1991   | Syracuse    |
| C | 21 | Stati Uniti (bandiera) | Whiteside, Hassan | 213 cm  | 120 kg | 13–06–1989   | Marshall    |
| AP | 20 | Stati Uniti (bandiera) | Winslow, Justise  | 196 cm  | 102 kg | 26–03–1996   | Duke        |

## Classifiche

### Southeast Division
| Southeast Division | Southeast Division | Southeast Division | Southeast Division | Southeast Division | Southeast Division | Southeast Division | Southeast Division | Southeast Division |
| Squadra            | V                  | S                  | V%                 | PR                 | Casa               | Trasf              | Div                | PG                 |
| ------------------ | ------------------ | ------------------ | ------------------ | ------------------ | ------------------ | ------------------ | ------------------ | ------------------ |
| y – Orlando Magic  | 42                 | 40                 | .512               | 18,0               | 25–16              | 17–24              | 9–6                | 82                 |
| Charlotte Hornets  | 39                 | 43                 | .476               | 21,0               | 25–16              | 14–27              | 10–5               | 82                 |
| Miami Heat         | 39                 | 43                 | .476               | 21,0               | 19–22              | 20–21              | 7–9                | 82                 |
| Wash. Wizards      | 32                 | 50                 | .390               | 28,0               | 22–19              | 10–31              | 7–9                | 82                 |
| Atlanta Hawks      | 29                 | 53                 | .354               | 31,0               | 17–24              | 12–29              | 6–10               | 82                 |

### Eastern Conference
| Eastern Conference | Eastern Conference     | Eastern Conference | Eastern Conference | Eastern Conference | Eastern Conference | Eastern Conference |
| #                  | Squadra                | V                  | S                  | V%                 | PR                 | PG                 |
| ------------------ | ---------------------- | ------------------ | ------------------ | ------------------ | ------------------ | ------------------ |
| 1                  | z – Milwaukee Bucks    | 60                 | 22                 | .732               | –                  | 82                 |
| 2                  | y – Toronto Raptors    | 58                 | 24                 | .707               | 2,0                | 82                 |
| 3                  | x – Philadelphia 76ers | 51                 | 31                 | .622               | 9,0                | 82                 |
| 4                  | x – Boston Celtics     | 49                 | 33                 | .598               | 11,0               | 82                 |
| 5                  | x – Indiana Pacers     | 48                 | 34                 | .585               | 12,0               | 82                 |
| 6                  | x – Brooklyn Nets      | 42                 | 40                 | .512               | 18,0               | 82                 |
| 7                  | y – Orlando Magic      | 42                 | 40                 | .512               | 18,0               | 82                 |
| 8                  | x – Detroit Pistons    | 41                 | 41                 | .500               | 19,0               | 82                 |
|                    |                        |                    |                    |                    |                    |                    |
| 9                  | Charlotte Hornets      | 39                 | 43                 | .476               | 21,0               | 82                 |
| 10                 | Miami Heat             | 39                 | 43                 | .476               | 21,0               | 82                 |
| 11                 | Wash. Wizards          | 32                 | 50                 | .390               | 28,0               | 82                 |
| 12                 | Atlanta Hawks          | 29                 | 53                 | .354               | 31,0               | 82                 |
| 13                 | Chicago Bulls          | 22                 | 60                 | .268               | 38,0               | 82                 |
| 14                 | Cleveland Cavaliers    | 19                 | 63                 | .232               | 41,0               | 82                 |
| 15                 | N.Y. Knicks            | 17                 | 65                 | .207               | 43,0               | 82                 |

## Mercato

### Free Agency

#### Prolungamenti contrattuali
| Giocatore       | Contratto              |
| --------------- | ---------------------- |
| Derrick Jones   | 2 anni - 3,1 milioni $ |
| Wayne Ellington | 1 anno - 6,2 milioni $ |
| Udonis Haslem   | 1 anno – 2,3 milioni $ |
| Dwyane Wade     | 1 anno – 2,3 milioni $ |

#### Acquisti
| Giocatore       | Contratto        | Provenienza         |
| --------------- | ---------------- | ------------------- |
| Duncan Robinson | Two-way contract | Michigan Wolverines |
| Yante Maten     | Two-way contract | Georgia Bulldogs    |

#### Cessioni
| Giocatore      | Motivo     | Nuova squadra |
| -------------- | ---------- | ------------- |
| Jordan Mickey  | Rilasciato | Chimki        |
| Derrick Walton | Tagliato   | Chicago Bulls |

### Scambi
| 6 febbraio 2019 | Miami HeatRyan Anderson | Phoenix Suns Wayne Ellington Tyler Johnson |